# Ngeno-Ngene
Ngeno-Ngene, ook Centraal-Oost-Sasak, Centraal-West-Sasak of Ngeno-Ngené, is het oostelijke dialect van het Sasak, een Bali-Sasaktaal gesproken in Indonesië.

## Classificatie
- Austronesische talen
  - Malayo-Polynesische talen
    - Bali-Sasaktalen
      - Sasak
        - Ngeno-Ngene

Kuto-Kute · Meno-Mene · Ngeno-Ngene · Ngeto-Ngete · Meriaq-Meriku
Balinees · Sasak · Soembawarees